# Lu:na/Oasis
A Lu:na/Oasis Gackt japán énekes kislemeze, mely 2003. június 20-án jelent meg a Nippon Crown kiadónál. Ötödik helyezett volt az Oricon heti slágerlistáján és öt hétig szerepelt rajta. Mindkét dalt felhasználták a Sin Hokuto no ken című OVA-ban.

## Számlista
| #  | Cím                  | Hossz |
| -- | -------------------- | ----- |
| 1. | Lu:na                | 3:28  |
| 2. | Oasis                | 4:33  |
| 3. | Lu:na (Instrumental) | 3:28  |
| 4. | Oasis (Instrumental) | 4:26  |